# Tarsier Studios
Tarsier Studios è uno studio di sviluppo con sede a Malmö, in Svezia. Fondato nel 2004 come Team Tarsier, il team alla fine ha cambiato il proprio nome in Tarsier Studios quando hanno pubblicato i primi due progetti che coinvolgono proprietà SCE nel 2009. Nel 2010, hanno firmato un accordo editoriale con Sony Interactive Entertainment e Microsoft Windows su un nuovo progetto non annunciato, ottenendo il supporto di Sony. Lo studio è composto da circa 70 dipendenti. Il 19 maggio 2014 Tarsier Studios ha annunciato che stavano lavorando a una nuova proprietà intellettuale intitolata "Hunger" per la PlayStation 4, ma in seguito è stato annunciato sotto il nome "Little Nightmares" che è stato pubblicato su Microsoft Windows, PlayStation 4, Xbox One e Nintendo Switch, pubblicato da Bandai Namco Entertainment.
Il 20 dicembre 2019, Embracer Group ha annunciato l'acquisizione della società.

## Videogiochi
| Anno | Gioco                                                     | Piattaforme                                                 |
| ---- | --------------------------------------------------------- | ----------------------------------------------------------- |
| 2008 | LittleBigPlanet (DLC)                                     | PlayStation 3                                               |
| 2009 | Rag Doll Kung Fu: Fists of Plastic                        | PlayStation 3                                               |
| 2011 | LittleBigPlanet 2 (DLC)                                   | PlayStation 3                                               |
| 2012 | LittleBigPlanet PS Vita                                   | PlayStation Vita                                            |
| 2013 | Pacchetto livelli premium DC Comics per LittleBigPlanet 2 | PlayStation 3                                               |
| 2014 | LittleBigPlanet 3                                         | PlayStation 3, PlayStation 4                                |
| 2015 | Tearaway: Avventure di carta                              | PlayStation 4                                               |
| 2017 | Little Nightmares                                         | Microsoft Windows, Nintendo Switch, PlayStation 4, Xbox One |
| 2017 | Statik                                                    | PlayStation VR                                              |
| 2019 | The Stretchers                                            | Nintendo Switch                                             |
| 2021 | Little Nightmares 2                                       | Microsoft Windows, PlayStation 4, Nintendo Switch, Xbox One |
| TBA  | Reanimal                                                  | Microsoft Windows, PlayStation 5, Xbox Serie X/S            |

## The City of Metronome
The City of Metronome, precedentemente noto come Metronome, è un gioco di avventura inedito di Tarsier Studios.
È stato rivelato durante l'E3 2005 e avrebbe dovuto essere uno dei videogiochi per la settima generazione di console. Tuttavia, lo sviluppo del gioco fu cancellato poiché Tarsier Studios non è stato in grado di trovare un editore fino al 2007.
Molti elementi del gioco furono poi fonte di ispirazione per lo sviluppo di Little Nightmares.